# Генеральний осавул
Генеральний осавул — член генеральної старшини, вища службова особа державної адміністрації у Гетьманщини 17-18 століть.
Генеральних осавулів було двоє: старший і молодший (підосавульний). Старший генеральний осавул був охоронцем гетьманської булави. Генеральний осавул був найближчим помічником гетьмана у військових питаннях, розслідував тяжкі злочини, брав участь у переговорах з іноземними послами, виконував обов'язки наказного гетьмана. Генеральний осавул здійснював інспектування війська, вів козацькі списки. Генеральний осавул брав участь у роботі Генеральної військової канцелярії.

## Список
Дані подані згідно з дослідженням Володимира Кривошеї:
| ?—1648.6.—1654.9—?  |  | Михайло Лучченко     | гетьманування Богдана Хмельницького.                      |
| ?—1654.1—?          |  | Филон Джалалій       | гетьманування Богдана Хмельницького.                      |
| ?—1654.1—?          |  | Гаврило Лісовський   | гетьманування Богдана Хмельницького.                      |
| ?—1654.5.—12.       |  | Василь Томиленко     | гетьманування Богдана Хмельницького.                      |
| 1654.12.—?          |  | Михайло Дубина       | гетьманування Богдана Хмельницького.                      |
| ?—1655.9.—1658.10   |  | Іван Ковалевський    | гетьманування Богдана Хмельницького та Івана Виговського. |
| 1657—1658           |  | Михайло Лучченко     | гетьманування Івана Виговського.                          |
| ?—1658.9.—11.—?     |  | Федір Вовк           | гетьманування Івана Виговського.                          |
| ?—1658.9.—1659.9    |  | Іван Скоробагатько   | гетьманування Івана Виговського.                          |
| 1659.9.—1660        |  | Іван Ковалевський    | гетьманування Юрія Хмельницького.                         |
| 1660—1662           |  | Семен Гладкий        | гетьманування Якима Сомка.                                |
| 1663—1664.2.17.     |  | Іван Богун           | гетьманування Павла Тетері.                               |
| ?—1665.4.—?         |  | Тиміш Бурий          | гетьманування Івана Брюховецького.                        |
| 1665.6.11.—9.13—?   |  | Самійло Фридрикевич  | гетьманування Степана Опари.                              |
| ?—1666.1.—?         |  | Павло Апостол        | гетьманування Петра Дорошенка.                            |
| ?—1666.7.—1667.1.—? |  | Артем Мартинович     | гетьманування Івана Брюховецького.                        |
| 1667—1669           |  | Андрій Тарасенко     | гетьманування Петра Дорошенка.                            |
| ?—1674—?            |  | Григорій Білогруд    | гетьманування Петра Дорошенка.                            |
| ?—1674.7.—?         |  | Григорій Гамалія     | гетьманування Петра Дорошенка.                            |
| 1677—1678           |  | Гаврило Ковалевський | гетьманування Юрія Хмельницького.                         |
| 1687.6.—1694.2.—?   |  | Андрій Гамалія       | гетьманування Івана Мазепи.                               |
| 1691.10—1707—?      |  | Іван Ломиковський    | гетьманування Івана Мазепи.                               |
| ?—1703.6.           |  | Антін Гамалія        | гетьманування Івана Мазепи.                               |
| 1707—1709           |  | Михайло Гамалія      | гетьманування Івана Мазепи.                               |
| 1708—1710           |  | Дмитро Максимович    | гетьманування Івана Мазепи                                |
| 1709—1717           |  | Степан Бутович       | гетьманування Івана Скоропадського.                       |
| 1711—1719           |  | Григорій Герцик      | гетьманування Пилипа Орлика.                              |
| 1741—1758           |  | Петро Валькевич      | гетьманування Кирила Розумовського.                       |